# Адміністративний устрій Онтаріо

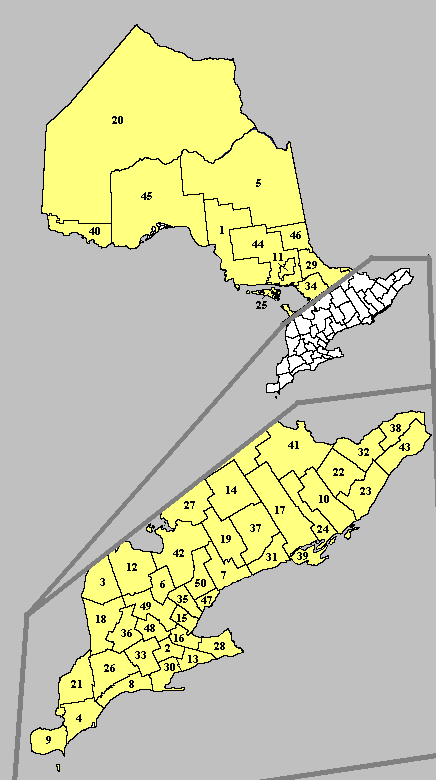
Адміністративна мапа Онтаріо.
(Номери на мапі відповідають таблиці)

Адміністративний устрій Онтаріо (англ. Census divisions of Ontario) — кількарівневий, різноплановий та не однотипний устрій канадської провінції Онтаріо. В Онтаріо 50 різнотипнних одиниць другого рівня. Через значну історико-культурну різницю Онтаріо традиційно поділяють на два умовні макрорегіони Південне (40 регіонів) та Північне (10 регіонів) Онтаріо.
Також в Онтаріо вирізняють менші макрорегіони: Північно-Східне і Північно-Західне Онтаріо в Північному макрорегіоні та Південно-Східне, Південно-Західне, Центральне Онтаріо і Золота підкова в Південному макрорегіоні.
Адміністративний устрій Онтаріо включає в себе 21 графство — зокрема 3 об'єднані графства (англ. united county), 18 муніципалітетів (англ. municipality) — з них 10 однорівневих (англ. single-tier) та 8 регіональних (англ. regional), а також 10 округів (англ. district). Одиниці різних типів мають різний обсяг повноважень, це обумовлено різними історичними обставинами та величезною демографічно-економічною різницею між Південним Онтаріо та Північним Онтаріо. Велелюдність у Південному Онтаріо дозволяє утримувати більший чиновницький апарат та надавати значний перелік адміністративних послуг. Малолюдність Північного Онтаріо є причиною менших адміністрацій і обмеженого обсягу функцій місцевого самоврядування.

## Перелік одиниць другого рівня
| №  | Назва                          | Англійська назва                     | Тип одиниці | Нас. 2011 |   | Нас. 2006  | Площа (км²) | Щільність (осіб/км²) | Надрегіон   | Місто                              |
| -- | ------------------------------ | ------------------------------------ | ----------- | --------- | - | ---------- | ----------- | -------------------- | ----------- | ---------------------------------- |
| 1  | Алгома                         | англ. Algoma                         | округ       | 115,870†  | ▼ | 117 461    | 48,810,68   | 2.37                 | Пн: Пн-Сх   | Су-Сен-Марі                        |
| 2  | Брант                          | англ. Brant                          | 1р. мун.    | 136,035   | ▲ | 125,099≈   | 1,093,16    | 124.44               | Пд: Пд-Зх   | разом із муніципалітетом Брантфорд |
| 3  | Брус                           | англ. Bruce                          | графство    | 66,102    | ▲ | 65 349     | 4,087,76    | 16.17                | Пд: Пд-Зх   | Волкертон                          |
| 48 | Ватерло                        | англ. Waterloo                       | рег. мун.   | 507,096   | ▲ | 478 121    | 1,368,94    | 370.43               | Пд: Пд-Зх   | Кітченер                           |
| 11 | Велике Садбері                 | англ. Greater Sudbury                | 1р. мун.    | 160,376   | ▲ | 157 909    | 3,238,01    | 49.53                | Пн: Пн-Сх   | Садбері                            |
| 49 | Веллінгтон                     | англ. Wellington                     | графство    | 208,360   | ▲ | 200 425    | 2,660,46    | 78.32                | Пд: Пд-Зх   | Ґвелф                              |
| 13 | Галдіманд графство             | англ. Haldimand County               | 1р. мун.    | 44,876    | ▼ | 45 212     | 1,251,57    | 35.86                | Пд: Пд-Зх   | Каюґа                              |
| 14 | Гелібартон                     | англ. Haliburton                     | графство    | 17,026    | ▲ | 16 147     | 4,071,86    | 4.18                 | Пд: Цн      | Мінден-Хіллз                       |
| 15 | Галтон                         | англ. Halton                         | рег. мун.   | 501,669   | ▲ | 439,206≠   | 964,01      | 520.4                | Пд: Підкова | Оквілл                             |
| 16 | Гамільтон                      | англ. Hamilton                       | 1р. мун.    | 519,949   | ▲ | 504 559    | 1,117,23    | 465.39               | Пд: Підкова | Гамільтон                          |
| 17 | Гастінгс                       | англ. Hastings                       | графство    | 134,934   | ▲ | 130 474    | 6,103,48    | 22.11                | Пд: Цн      | Белльвіль                          |
| 12 | Грей                           | англ. Grey                           | графство    | 92,568    | ▲ | 92 411     | 4,513,21    | 20.51                | Пд: Пд-Зх   | Оуен-Саунд                         |
| 18 | Гурон                          | англ. Huron                          | графство    | 59,100    | ▼ | 59 325     | 3,399,63    | 17.38                | Пд: Пд-Зх   | Ґодеріч                            |
| 6  | Дафферін                       | англ. Dufferin                       | графство    | 56,881    | ▲ | 54 436     | 1,486,31    | 38.27                | Пд: Цн      | Оранжвіль                          |
| 7  | Да́рем                          | англ. Durham                         | рег. мун.   | 608,124   | ▲ | 561 258    | 2,523,62    | 240.97               | Пд: Підкова | Вітбі                              |
| 8  | Елджін                         | англ. Elgin                          | графство    | 87,461    | ▲ | 85 351     | 1,880,90    | 46.5                 | Пд: Пд-Зх   | Сент-Томас                         |
| 9  | Ессекс                         | англ. Essex                          | графство    | 388,782   | ▼ | 393 402    | 1,850,78    | 210.06               | Пд: Пд-Зх   | Ессекс                             |
| 50 | Йорк                           | англ. York                           | рег. мун.   | 1,032,524 | ▲ | 892 712    | 1,762,17    | 585.94               | Пд: Підкова | Ньюмаркет                          |
| 19 | Каварта-Лейкс                  | англ. Kawartha Lakes                 | 1р. мун.    | 73,214    | ▼ | 74 561     | 3,083,06    | 23.75                | Пд: Цн      | Каварта-Лейкс                      |
| 20 | Кенора                         | англ. Kenora                         | округ       | 57,607†   | ▼ | 64,419≈    | 407,213,01  | 0.14                 | Пн: Пн-Зх   | Кенора                             |
| 5  | Кокрен                         | англ. Cochrane                       | округ       | 81,122    | ▼ | 82,503≈    | 141,270,41  | 0.57                 | Пн: Пн-Сх   | Кокрен                             |
| 21 | Ламбтон                        | англ. Lambton                        | графство    | 126,199†  | ▼ | 128 204    | 3,002,07    | 42.04                | Пд: Пд-Зх   | Вайомінг                           |
| 22 | Ланарк                         | англ. Lanark                         | графство    | 65,667    | ▲ | 63 785     | 3,033,82    | 21.64                | Пд: Сх      | Перт                               |
| 23 | Лідс і Ґренвілл                | англ. Leeds and Grenville            | об. граф.   | 99,306    | ▲ | 99 206     | 3,383,92    | 29.35                | Пд: Сх      | Броквіль                           |
| 24 | Леннокс та Еддінгтон           | англ. Lennox and Addington           | графство    | 41,824    | ▲ | 40 542     | 2,841,10    | 14.72                | Пд: Сх      | Напані                             |
| 25 | Манітулін                      | англ. Manitoulin                     | округ       | 13,048    | ▲ | 12,631≠    | 3,107,11    | 4.2                  | Пн: Пн-Сх   | Ґор-Бей                            |
| 26 | Міддлесекс                     | англ. Middlesex                      | графство    | 439,151   | ▲ | 422,333≈   | 3,317,54    | 132.37               | Пд: Пд-Зх   |                                    |
| 27 | Мускока окружний муніципалітет | англ. Muskoka                        | рег. мун.   | 58,047†   | ▲ | 57,563≈    | 3,937,76    | 14.74                | Пд: Цн      | Брейсбрідж                         |
| 28 | Ніагара                        | англ. Niagara                        | рег. мун.   | 431,346   | ▲ | 427 421    | 1,854,25    | 232.63               | Пд: Підкова | Торолд                             |
| 29 | Ніпіссінг                      | англ. Nipissing                      | округ       | 84,736†   | ▲ | 84,688≈    | 17,103,52   | 4.95                 | Пн: Пн-Сх   | Норт-Бей                           |
| 31 | Нортумберленд                  | англ. Northumberland                 | графство    | 82,126    | ▲ | 80 963     | 1,905,34    | 43.1                 | Пд: Цн      | Кобурґ                             |
| 30 | Норфолк графство               | англ. Norfolk County                 | 1р. мун.    | 63,175    | ▲ | 62 563     | 1,607,60    | 39.3                 | Пд: Пд-Зх   | Сімко                              |
| 33 | Оксфорд графство               | англ. Oxford County                  | рег. мун.   | 105,719   | ▲ | 102 756    | 2,039,56    | 51.83                | Пд: Пд-Зх   | Вудсток                            |
| 32 | Оттава                         | англ. Ottawa                         | 1р. мун.    | 883,391   | ▲ | 812 129    | 2,790,22    | 316.6                | Пд: Сх      | агломерація спільно з Ґатіно       |
| 34 | Паррі-Саунд                    | англ. Parry Sound                    | округ       | 42,162    | ▲ | 40 918     | 9,322,80    | 4.52                 | Пд: Цн      | Паррі-Саунд                        |
| 36 | Перт                           | англ. Perth                          | графство    | 75,112    | ▲ | 74 344     | 2,218,46    | 33.86                | Пд: Пд-Зх   | Стретфорд                          |
| 35 | Піл                            | англ. Peel                           | рег. мун.   | 1,296,814 | ▲ | 1,159,455≠ | 1,246,89    | 1,040,04             | Пд: Підкова | Брамптон                           |
| 37 | Пітерборо                      | англ. Peterborough                   | графство    | 134,933   | ▲ | 133 080    | 3,847,77    | 35.07                | Пд: Цн      | Пітерборо                          |
| 38 | Прескотт та Руссель            | англ. Prescott and Russell           | об. граф.   | 85,381    | ▲ | 80 184     | 2,004,44    | 42.6                 | Пд: Сх      | Л'Оріжнал                          |
| 39 | Принц-Едвард графство          | англ. Prince Edward County           | 1р. мун.    | 25,258    | ▼ | 25 496     | 1,050,45    | 24.04                | Пд: Цн      | Піктон                             |
| 40 | Рейні-Рівер                    | англ. Rainy River                    | округ       | 20,370    | ▼ | 21 564     | 15,484,83   | 1.32                 | Пн: Пн-Зх   | Форт-Франсез                       |
| 41 | Ренфр'ю                        | англ. Renfrew                        | графство    | 101,326   | ▲ | 97 545     | 7,440,81    | 13.62                | Пд: Сх      | Пембрук                            |
| 44 | Садбері                        | англ. Sudbury                        | округ       | 21,196    | ▼ | 21,851≠    | 40,205,41   | 0.53                 | Пн: Пн-Сх   | Еспаньйола                         |
| 42 | Сімко                          | англ. Simcoe                         | графство    | 446,063   | ▲ | 422 204    | 4,859,16    | 91.8                 | Пд: Цн      | Спрінґуотер                        |
| 43 | Стормонт, Дандес та Глінгаррі  | англ. Stormont, Dundas and Glengarry | об. граф.   | 111,164†  | ▲ | 110,399≈   | 3,308,84    | 33.6                 | Пд: Сх      | Корнуолл                           |
| 45 | Тандер-Бей                     | англ. Thunder Bay                    | округ       | 146,057   | ▼ | 149 063    | 103,719,51  | 1.41                 | Пн: Пн-Зх   | Тандер-Бей                         |
| 46 | Тіміскамінг                    | англ. Timiskaming                    | округ       | 32,634    | ▼ | 33 283     | 13,299,92   | 2.45                 | Пн: Пн-Сх   | Тіміскамінг-Шорз                   |
| 47 | Торонто                        | англ. Toronto                        | 1р. мун.    | 2,615,060 | ▲ | 2 503 281  | 630,21      | 4,149,51             | Пд: Підкова | Торонто                            |
| 10 | Фронтенак                      | англ. Frontenac                      | графство    | 149,738   | ▲ | 143 865    | 3,787,79    | 39.53                | Пд: Сх      | Кінгстон                           |
| 4  | Четем-Кент                     | англ. Chatham-Kent                   | 1р. мун.    | 104,075   | ▼ | 108 589    | 2,470,69    | 42.12                | Пд: Пд-Зх   | Четем-Кент                         |

## Типи адміністративних одиниць

### Однорівневі муніципалітети

Однорівневі муніципалітети.

Однорівневі муніципалітети (англ. Single-tier municipalities) — утворення управління, яке здійснюється в рамках однієї адміністрації, у якого немає нижчих адміністрацій та не входить до складів районів чи округів: підпорядковується безпосередньо адміністрації провінції Онтаріо. Цей тип адміншстративних одиниць надає найширший спектр послуг та має найбільше повноважень; в інших типах одиниць ці повноваження делеговані поміж двома рівнями управління.
Однорівневі муніципалітети утворено в 1990-х роках або з регіональних муніципалітетів, або ж з колишніх графств. В Онтаріо десять однорівневих муніципалітетів, дев'ять з яких знаходяться в Південному та один в Північному Онтаріо.
Чотири однорівневих муніципалітети: Велике Садбері, Гамільтон, Оттава та Торонто мають високий рівень урбанізації: їх звуть мегамістами (англ. megacity). Мегаміста створено, коли регіональні адміністрації домоглися злиття міських центрів з їхніми околицями.
| - Брант графство - Велике Садбері - Галдіманд графство - Гамільтон - Каварта-Лейкс - Норфолк графство - Оттава - Принц-Едвард графство - Торонто - Четем-Кент |

### Регіональні муніципалітети

Регіональні муніципалітети.

Регіональні муніципалітети або Регіони (англ. Regional municipalities або Regions) — адміністративні утворення вищого рівня, мають ширше коло повноважень аніж графства, проте вужче аніж однорівневі муніципалітети, оскільки регіональні муніципалітети мають внутрішній поділ та частина повноважень реалізовується на нижчому рівні. Регіональні муніципалітети складаються з декількох міст (англ. city), містечок (англ. town) та поселень (англ. township).
Всі регіональні муніципалітети знаходяться в Південному Онтаріо.
Адміністрації регіональних муніципалітетів зазвичай відають управлінням та будівництвом магістральних автошляхів, аеропортів, поліцією, прибиранням відходів, водопостачанням та водовідведенням, землевпорядкуванням, а також охороною здоров'я та соціальними послугами.
| - Ватерло - Галтон - Да́рем - Йорк - Мускока окружний муніципалітет - Ніагара - Оксфорд графство - Піл |

### Графства

Графства.

Графства (англ. Counties) — утворення вищого рівня, які надають вужчий спектр послуг аніж регіональні муніципалітети, делегуючи більше повноважень на нижчий рівень. Графства складаються з міст, містечок, сіл (англ. villages) та поселень, які й надають більшу частку послуг для мешканців. Графства займаються лише управлінням та будівництвом магістральних доріг, медициною, соціальними послугами, а також землекористування на рівні графства.
Всі 22 графства розташовані в Південному Онтаріо. Три утворення називаються об'єднаними графствами, оскільки історично утворилися злиттям кількох графств у одне ціле.
Об'єднане графство Лідс і Ґренвілл виникло в 1850 шляхом злиття Лідс (англ. Leeds) й Ґренвілл (англ. Grenville). Прескотт і Рассел постало у 1820 році з графств Руссель (англ. Russell) та Прескотт (англ. Prescott). Стормонт, Дандес та Глінгаррі з'явилося завдяки злиттю трьох графств: , Дандес (англ. Dundas), Глінгаррі (англ. Glengarry) та Стормонт (англ. Stormont).
| - Брус - Веллінгтон - Галібуртон - Гастінгс - Грей - Гурон - Дафферін - Елджін - Ессекс - Ламбтон - Ланарк - Лідс і Ґренвілл - Ліннокс та Аддінгтон - Міддлесекс - Нортумберленд - Перт - Пітерборо - Прескотт та Руссель - Ренфр'ю - Сімко - Стормонт, Дандес та Глінгаррі - Фронтенак |

### Округи

Округи.

Округи (англ. Districts) — регіональні території, що складають малолюдне Північне Онтаріо. Через дуже малу щільність населення округи власне майже не надають жодних послуг населення. Всі послуги надаються на рівні міст, містечок чи поселень, які делегують частину своїх функцій, зокрема урядове управління, на рівень провінції. Деякі округи надають незначну кількість соціальних послуг. Частина площ практично неорганізовані або керуються безпосередньо урядом Онтаріо.
| - Алгома - Кенора - Кокрен - Манітулін - Ніпіссінг - Паррі-Саунд - Рейні-Рівер - Садбері - Тандер-Бей - Тіміскамінг |